# The New York Times Best Seller list

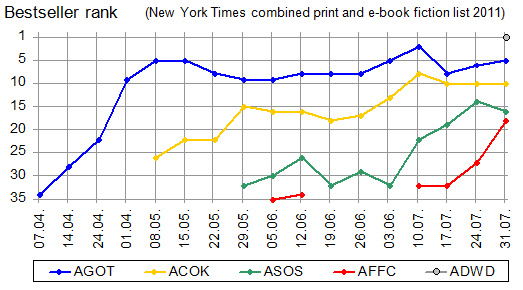
New York Times Best Sellers list - Weekly Graphic per a Song of Ice and Fire del 7 d'abril de 2011 (llançament de l'episodi pilot Joc de trons) fins al 31 de juliol de 2011 (publicació de A Dance With Dragons).

The New York Times Best Seller list, publicada setmanalment per The New York Times, és una llista dels best-sellers de la setmana. Publicada a la secció de Book Review dels diumenges, va aparèixer per primera vegada el 12 d'octubre de 1931.
A diferència d'altres llistes de best-sellers, que es basen en les vendes totals de cada llibre, aquesta es basa en un sondeig fet a llibreries seleccionades. El mètode exacte de recopilació de dades està classificat com a secret comercial. L'editor de The New York Times Book Review, Gregory Cowles, va explicar que el mètode "és un secret tant per protegir el nostre producte com per a assegurar que les persones no puguin tractar de manipular el sistema. Fins i tot a la pròpia Book Review, nosaltres no sabem (el departament de notícies i enquestes) els mètodes precisos". En 1992, la recerca abastava més de 3.000 llibreries, així com "majoristes representatius amb més de 28.000 punts de venda, incloses les botigues de varietats i supermercats". El 2004, el nombre era de 4.000 llibreries, encara que el nombre de majoristes no es va especificar. Les dades s'ajusten per donar més pes a les llibreries independents, que estan menys representades a la mostra.
La llista es presenta en dues seccions: Ficció i No Ficció, tant impresos com llibres electrònics; cada llista conté 15 títols.
Hi ha hagut acusacions sobre el fet que alguns llibres van acabar en aquesta llista com a resultat d'una campanya de publicitat orientada. Alguns llibres escrits per L. Ron. Hubbard en són un exemple flagrant: l'editorial pertanyia a l'autor i aquesta només l'editava a ell, de manera que la seva creació, la cienciologia, sumava els llibres comprats pels seus seguidors i els que ell que posava a la venda, per inflar les xifres.
A més, alguns títols estan etiquetats amb una creu (†), el que significa que els llibreters han rebut grans quantitats d'aquella publicació. Atès que és més econòmic demanar a l'engròs, pot ser una tàctica per fer aparèixer alguns títols dins d'aquesta llista.
El 2001 va aparèixer un nou apartat amb el llistat de llibres per a nens. Alguns observadors varen opinar que era un criteri per disminuir la presència dels llibres de la sèrie Harry Potter, la qual va dominar la classificació dels anys anteriors i va impedir alguns títols d'aparèixer a la llista.